# Vaini
Vaini es la capital del distrito de Vaini, en la isla de Tongatapu, Tonga. Tiene una población de 3.316 habitantes en 2021.